# یاکوبا دومبیا
یاکوبا دومبیا (انگلیسی: Yacouba Doumbia؛ زادهٔ ۱۱ آوریل ۱۹۹۷) بازیکن فوتبال اهل مالی است.
وی همچنین در تیم ملی فوتبال مالی بازی کرده است.